# Cyclooctanon
Cyclooctanon ist eine chemische Verbindung aus der Gruppe der Cycloalkanone.

## Gewinnung und Darstellung
Cyclooctanon kann durch Demjanow-Tiffeneau-Umlagerung aus 1-Aminomethylcycloheptanol gewonnen werden.

## Eigenschaften
Cyclooctanon ist ein brennbarer farbloser Feststoff mit aromatischer Geruch, der wenig löslich in Wasser ist.